# Karst de Sangkulirang-Mangkalihat

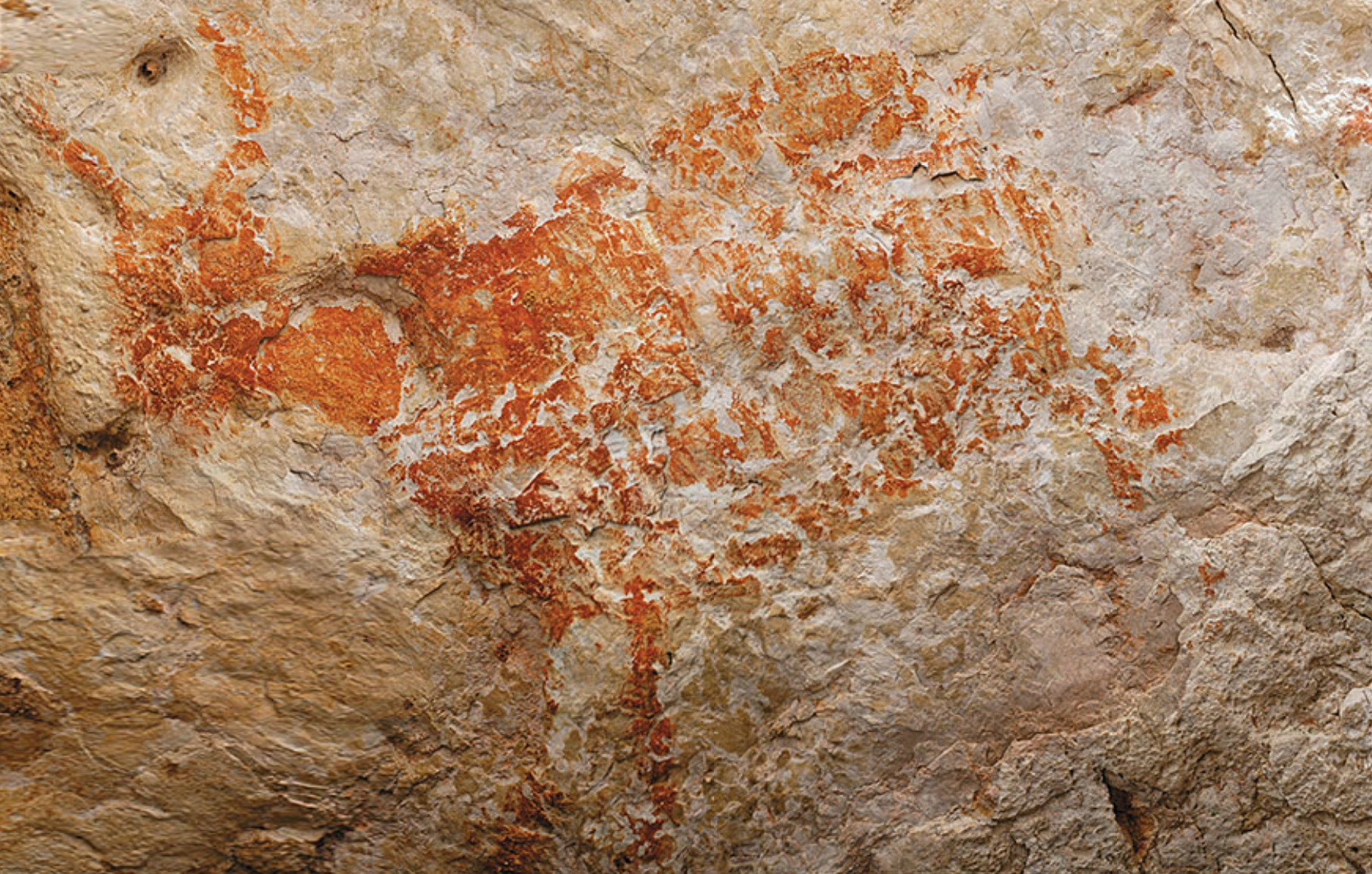
Représentation d’un bovidé sauvage, le Banteng, réalisée à l'ocre, découverte dans la grotte (karst de Sangkulirang-Mangkalihat), datée de -40 000 ans.

Le karst de Sangkulirang-Mangkalihat est une région karstique à Kalimantan, la partie indonésienne de l'île de Bornéo. Il est situé dans la province de Kalimantan oriental et couvre une superficie de 105 000 hectares.
En mai 2015, il a été nommé pour être inscrit à la liste du patrimoine mondial de l'UNESCO.
La région est habitée par quelque 2 000 Lebbo'.

## Archéologie
La MAFBO (Mission archéologique franco-indonésienne à Bornéo), dirigée par l'archéologue Francois-Xavier Ricaut de l'université fédérale de Toulouse Midi-Pyrénées, a procédé pendant 7 ans sur trois sites du karst. Elle a mis au jour des ossements humains et des restes de charbon de bois qu'elle a datés de 35 000 avant le présent, ce qui en fait les plus anciennes preuves d'occupation humaine attestée à ce jour à Kalimantan.
Dans la même région, la MAFBO a également découvert dans des grottes à flanc de falaise des empreintes de main sur les parois datant de 10 000 ans avant le présent.